# Чупахівська волость
Чупахівська волость — адміністративно-територіальна одиниця Лебединського повіту Харківської губернії.
Найбільше поселення волості станом на 1914 рік:
- село Чупахівка — 2739 мешканців.

Старшиної волості був Матющенко Андрій Степанович, волосним писарем — Трофименко Афанасій Ілліч, головою волосного суду — Кравченко Григорій Гаврилович.